# 多布拉奇山

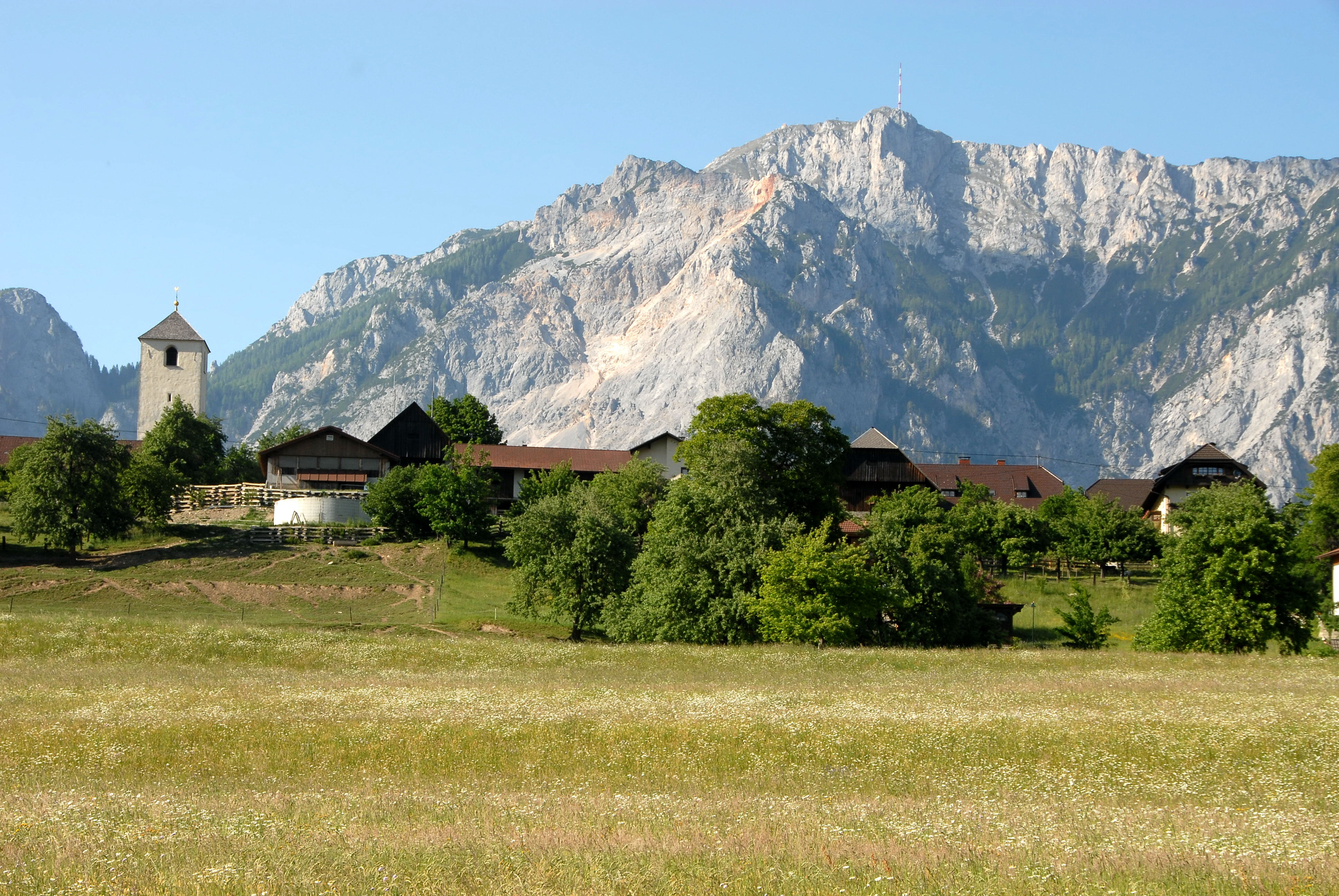

多布拉奇山（德語：Dobratsch），是奧地利的山峰，位於該國南部，由克恩頓州負責管轄，屬於蓋爾塔爾阿爾卑斯山脈的一部分，海拔高度2,166米，每年平均降雨量2,511毫米。其位于菲拉赫（Villacher）镇以西，自2002年以来一直作为自然公园而受到保护。
46°36′13″N 13°40′13″E / 46.6036°N 13.6703°E
1. ↑  . Naturpark Dobratsch.   [2025-05-08]. （原始内容存档于2024-12-14） （de-DE）.